# Slavorum Apostoli
Slavorum Apostoli (en español: Apóstoles del pueblo eslavo) es la cuarta encíclica de Juan Pablo II. Fue publicada el 2 de junio de 1985, y hace memoria de la obra evangelizadora de los santos Cirilo y Metodio después de once siglos.

## Estructura
- Capítulo I: Introducción
- Capítulo II: Referencia biográfica
- Capítulo III: Heraldos del Evangelio
- Capítulo IV: Implantaron la Iglesia de Dios
- Capítulo V: Sentido católico de la Iglesia católica
- Capítulo VI: Evangelio y cultura
- Capítulo VII: Significado e irradiación del milenio cristiano en el mundo eslavo
- Capítulo VIII: Conclusión